# Непознати във влака
„Непознати във влака“ (на английски: Strangers on a Train) е американски филм ноар от 1951 г., режисиран от Алфред Хичкок, с участието на Фарли Грейнджър, Робърт Уокър и Рут Роман в главните роли. Филмът се базира на романа на американската писателка Патриша Хайсмит – „Strangers on a Train“, като филмовия сценарий е написан от Реймънд Чандлър и Ченци Ормонде, и адаптиран от Уитфийлд Кук.

## Сюжет
Внимание:  Текстът по-долу разкрива сюжета на произведението (или части от него)!
Новоизгряващата тенис звезда Гай Хейнс (Фарли Грейнджър), среща непознат във влака Вашингтон – Ню Йорк, който му предлага размяна на убийства. Непознатият Бруно Антъни (Робърт Уокър) ще убие невярната съпруга на Гай в замяна убийството на омразния му баща (Джонатан Хейл). Гай не взима на сериозно разсъжденията на Бруно, в който Мириам (Лора Елиът) е намерена убита след посещение в увеселителен парк.
Набелязан за главен заподозрян, Гай е напът да загуби всичко – тенис кариерата си, романтичната си връзка с младата сенаторска дъщеря Ан Мортън (Рут Роман), надеждите за политическа кариера, и дори живота си...

## В ролите
| Актьор          | Роля           |
| --------------- | -------------- |
| Фарли Грейнджър | Гай Хейнс      |
| Робърт Уокър    | Бруно Антъни   |
| Рут Роман       | Ан Мортън      |
| Кейси Роджърс   | Мириам Хейнс   |
| Лио Джи Карол   | сенатор Мортън |
| Патриша Хичкок  | Барбара Мортън |
| Марион Лорни    | г-жа Антъни    |
| Джонатан Хейл   | г-н Антъни     |

## Камео на Алфред Хичкок
Алфред Хичкок се появява в камео роля – качва се с контрабас във влака за Меткалф.

## Награди и номинации
| Награди                                                           | Награди                                       | Награди                                | Награди                        |
| Награда                                                           | Категория                                     | Име                                    | Резултат                       |
| ----------------------------------------------------------------- | --------------------------------------------- | -------------------------------------- | ------------------------------ |
| „Оскар“-1951                                                      | Най-добра операторска работа (черно-бял филм) | Робърт Бъркс                           | номинация                      |
| Награди на Гилдията на американските режисьори (DGA Award) – 1952 | Най-добър режисьор                            | Алфред Хичкок за „Непознати във влака“ | номинация                      |
| Награди на Националния съвет на кинокритиката на САЩ-1951         | Най-добрите десет филма                       | „Непознати във влака“                  | награда: включване в десетката |